# Hotevilla-Bacavi
Hotevilla-Bacavi (Hopi: Hotvela-Paaqavi, auch als Third Mesa bezeichnet) ist ein Census-designated place im Navajo County im US-Bundesstaat Arizona. Das U.S. Census Bureau hat bei der Volkszählung 2020 eine Einwohnerzahl von 1.001 auf einer Fläche von 30,8 km² ermittelt. 
Hotevilla-Bacavi liegt in der Hopi Reservation innerhalb der Navajo Nation.
Die Erstbesiedelung von Hotevilla erfolgte durch die Feindseligen, eine Gruppe von Hopibewohnern, die 1906 aus dem nahegelegenen Oraibi vertrieben wurden. Hintergrund waren ideologische Zwistigkeiten über den kulturellen Einfluss von weißen Siedlern, Soldaten und Missionaren, dem sich die Feindseligen widersetzten. Ein späterer Versuch der Reintegration führte zu einer weiteren Abspaltung und zur Gründung von Bacavi. Dieses schloss sich im weiteren Verlauf mit Hotevilla zur heutigen Siedlung zusammen.

## Bildung
Hotevilla-Bacavi liegt im Cedar Unified School District. Die White Cone High School in First Mesa versorgt auch dieses Dorf.